# Isabel Robalino
Pour les articles homonymes, voir Bolle.
Isabel María Josefina Robalino Bolle (Barcelone, 14 octobre 1917 et morte le 31 janvier 2022), est une avocate, syndicaliste et femme politique équatorienne.

## Biographie
Isabel Robalino est née le 14 octobre 1917 à Barcelone, fille d'un consul de l'Équateur à Genève. Après des études secondaires au collège national Mejía puis supérieures à l'université centrale de l'Équateur, où elle a suivi les cours de l'ancien président de la République Camilo Ponce Enríquez, et où elle a obtenu en 1944 le titre d'avocate, devenant la première femme à terminer ce cursus à l'université centrale.
Nommée membre de la cour d'assises (vocal del tribunal del crimen) à la fin de ses études, elle occupe brièvement en 1946 la fonction de conseillère municipale de Quito ce qui en fait la première femme à occuper cette fonction. De 1959 à 1961, elle préside le Tribunal national des Mineurs.
Choisie par les organisations ouvrières pour les représenter à l'Assemblée constituante de 1966 puis au Sénat en 1968 ,,, elle devient ainsi la première sénatrice de l'histoire de l'Équateur ,. Durant son mandat, elle promeut des mesures favorables aux classes laborieuses,.
Parmi les organisations pour lesquelles elle a participé à la fondation, on peut citer la Confédération des ouvriers catholiques (CEDOC), l'Institut équatorien pour le Développement Social, la Jeunesse universitaire féminine, l'école de travail social Mariana de Jesús, entre autres. Elle est citée par Philip Agee, agent de la CIA actif en Équateur au début des années 1960, comme le point de contact entre la CIA et la CEDOC. Dans les années 1970, la CEDOC voit s'affronter en son sein les tenants de positions social-chrétiennes conservatrices comme Isabel Robalino et ceux des positions classistes. Dans le cadre de cette lutte interne, Isabel Robalino est exclue du syndicat avec d'autres tenants de la tendance conservatrice (dont Jorge Salvador Lara (es)) comme « traitres à la CEDOC et à la classe ouvrière équatorienne ». La CEDOC devient « CEDOC-CUT », sur des positions classistes, tandis que la tendance conservatrice se constitue en CEDOC-CLAT,. En 1999, après une lutte de pouvoir au sein de la CEDOC-CLAT entre Fernando Ibarra et Wilson Alvarez, Robalino soutenant ce dernier, Isabel Robalino et Wilson Alvarez, entre autres, sont exclus de la CEDOC-CLAT par un congrès extraordinaire de l'organisation.
Membre depuis 2015 de la Commission nationale anticorruption, le président de cette institution disait d'elle en octobre 2016, alors qu'elle venait de fêter ses 99 ans, qu'elle était la seule membre de cette commission à n'en avoir manqué aucune séance. Elle participe le premier mai 2017 à la marche nationale pour la Fête du travail.

## Œuvres
Parmi ces ouvrages, on peut citer :
- (es) Ética profesional (Éthique professionnelle)
- (es) El sindicalismo en el Ecuador (Le syndicalisme en Équateur)
- (es) Manual de derecho del trabajo (Manuel de droit du travail)